# Oppo A31 (2020)
Oppo A31 (2020) — смартфон, розроблений компанією OPPO, що входить у серію А. Був представлений 13 лютого 2020 року. Також в Китаї смартфон продавався під назвою Oppo A8.
В Україні Oppo A31 (2020) надійшов у продаж 24 березня 2020 року за ціною 4499 грн.

## Дизайн
Екран виконаний зі скла. Корпус виконаний з пластику.
Знизу знаходяться роз'єм microUSB, динамік, мікрофон та 3.5 мм аудіороз'єм. З лівого боку розміщені кнопки регулювання гучності та слот під 2 SIM-картки і карту пам'яті формату microSD до 256 ГБ. З правого боку розміщена кнопка блокування смартфону. Сканер відбитків пальців знаходиться на задній панелі.
В Україні Oppo A31 (2020) продавався в 3 кольорах: Біла фантазія, Містичний чорний та Озерний зелений.
В Китаї Oppo A8 продавався в чорному та білому кольорах.

## Технічні характеристики

### Платформа
Смартфони отримали процесор MediaTek Helio P35 та графічний процесор PowerVR GE8320.

### Батарея
Батарея отримала об'єм 4230 мА·год.

### Камери
Смартфони отримали основну потрійну камеру 12 Мп, f/1.8 (ширококутний) з фазовим автофокусом + 2 Мп, f/2.4 (макро) + 2 Мп, f/2.4 (сенсор глибини). Фронтальна камера отримала роздільність 8 Мп (ширококутний) та світлосилу f/2.0. Основна та фронтальна камери вміють записувати відео в роздільній здатності 1080p@30fps.

### Екран
Екран IPS LCD, 6.5", HD+ (1600 × 720) зі щільністю пікселів 270 ppi, співвідношенням сторін 20:9 та краплеподібним вирізом під фронтальну камеру.

### Пам'ять
Oppo A31 (2020) продається в комплектаціях 4/64, 4/128 та 6/128 ГБ. В Україні смартфон продавався тільки в версії 4/64 ГБ.
Oppo A8 продавався в комплектації 4/128 ГБ.

### Програмне забезпечення
Смартфон працює на ColorOS 6.1 на базі Android 9 Pie.